# Lamponina loftia
Lamponina loftia is een spinnensoort uit de familie Lamponidae. De soort komt voor in Zuid-Australië en Victoria.